# Carlos Silva
Carlos Silva, född 16 augusti 1926, död 3 augusti 2010, var en friidrottare från Chile. Han deltog vid olympiska sommarspelen 1948.